# Olympische Winterspiele 1988/Teilnehmer (Südkorea)
| Gelbes Symbol für Goldmedaillen mit stilisierten Olympischen Ringen | Graues Symbol für Silbermedaillen mit stilisierten Olympischen Ringen | Braundes Symbol für Bronzemedaillen mit stilisierten Olympischen Ringen |
| ------------------------------------------------------------------- | --------------------------------------------------------------------- | ----------------------------------------------------------------------- |
| —                                                                   | —                                                                     | —                                                                       |

Südkorea nahm an den Olympischen Winterspielen 1988 im kanadischen Calgary mit einer Delegation von 22 Athleten in fünf Disziplinen teil, davon 18 Männer und 4 Frauen. Ein Medaillengewinn gelang keinem der Athleten.
Fahnenträger bei der Eröffnungsfeier war der Skilangläufer Hong Kun-pyo.

## Teilnehmer nach Sportarten

### Biathlon
- Hong Byung-sik
20 km Einzel: 62. Platz (1:14:03,2 h)
4 × 7,5 km Staffel: 16. Platz (1:51:42,7 h)

- Jeong Young-suk
10 km Sprint: 69. Platz (35:31,3 min)

- Joo Young-dae
10 km Sprint: 66. Platz (34:50,4 min)
20 km Einzel: 63. Platz (1:14:27,5 h)
4 × 7,5 km Staffel: 16. Platz (1:51:42,7 h)

- Kim Yong-woon
10 km Sprint: 67. Platz (35:18,6 min)
20 km Einzel: 65. Platz (1:17:23,0 h)
4 × 7,5 km Staffel: 16. Platz (1:51:42,7 h)

- Shin Yong-sun
10 km Sprint: 64. Platz (33:05,4 min)
20 km Einzel: 66. Platz (1:17:44,5 h)
4 × 7,5 km Staffel: 16. Platz (1:51:42,7 h)

### Eiskunstlauf
Männer
- Jung Sung-il
22. Platz (45,0)

Frauen
- Byun Sung-jin
nicht für die Kür qualifiziert

### Eisschnelllauf
Männer
- Bae Gi-tae
500 m: 5. Platz (36,90 s)
1000 m: 9. Platz (1:14,36 min)

- Hwang Ik-hwan
1500 m: 26. Platz (1:56,50 min)
5000 m: 36. Platz (7:10,65 min)

- Kim Kwan-kyu
1500 m: 29. Platz (1:56,85 min)
5000 m: 29. Platz (7:02,13 min)
10.000 m: 22. Platz (14:34,65 min)

Frauen
- Choi Hye-sook
1500 m: 26. Platz (2:12,96 min)
3000 m: 22. Platz (4:42,26 min)

- Kim Young-ok
1500 m: 24. Platz (2:11,95 min)
3000 m: 22. Platz (4:30,60 min)
5000 m: 17. Platz (7:46,51 min)

- Yoo Seon-hee
500 m: 13. Platz (40,92 s)
1000 m: 17. Platz (1:22,35 min)

### Ski Alpin
Männer
- Huh Sung-wook
Super-G: 41. Platz (1:55,13 min)
Riesenslalom: Rennen nicht beendet
Slalom: Rennen nicht beendet

- Kang Nak-youn
Super-G: Rennen nicht beendet
Riesenslalom: 51. Platz (2:33,18 min)
Slalom: 27. Platz (2:03,73 min)

- Nam Won-gi
Super-G: Rennen nicht beendet
Riesenslalom: 48. Platz (2:31,78 min)
Slalom: 28. Platz (2:04,29 min)

- Park Jae-hyuk
Super-G: 40. Platz (1:53,89 min)
Riesenslalom: Rennen nicht beendet
Slalom: 29. Platz (2:04,30 min)

### Skilanglauf
Männer
- Cho Sung-hoon
15 km klassisch: 75. Platz (51:31,1 min)
30 km klassisch: 75. Platz (1:43:30,3 h)
4 × 10 km Staffel: 15. Platz (1:59:00,4 h)

- Hong Kun-pyo
15 km klassisch: 71. Platz (50:21,4 min)
30 km klassisch: 73. Platz (1:43:26,4 h)
50 km Freistil: 51. Platz (2:23:13,6 h)
4 × 10 km Staffel: 15. Platz (1:59:00,4 h)

- Jun Jeung-hae
15 km klassisch: 59. Platz (48:22,3 min)
30 km klassisch: 60. Platz (1:38:05,3 h)
50 km Freistil: 48. Platz (2:20:50,8 h)
4 × 10 km Staffel: 15. Platz (1:59:00,4 h)

- Park Ki-ho
15 km klassisch: 54. Platz (47:44,3 min)
30 km klassisch: 55. Platz (1:36:43,9 h)
50 km Freistil: 50. Platz (2:22:36,4 h)
4 × 10 km Staffel: 15. Platz (1:59:00,4 h)

- Park Byung-woo
50 km Freistil: Rennen nicht beendet